# Nórica
A Nórica (em latim: Noricum) era uma antiga região do Império Romano, lindeira ao norte com o Danúbio, a oeste com a Récia e a Vindelícia, a leste com a Panônia e ao sul com a Panônia, a Itália e a Dalmácia. Corresponde, aproximadamente, à maior parte dos atuais estados austríacos da Estíria, Caríntia, Salzburgo, Alta Áustria e Baixa Áustria, além de parte da Baviera, na Alemanha.
Inicialmente ocupada pelos celtas, a região foi depois conquistada pelos rúgios, que fundaram o Reino Nórico, um reino cliente dos romanos. Finalmente, durante o reinado de Cláudio, a Nórica foi anexada diretamente e transformada numa província.

## Área e população
A população original compunha-se, ao que parece, de panônios (um povo aparentado dos ilírios), os quais, após a grande migração dos gauleses, subordinaram-se a diversas tribos celto-lígures, em especial os tauriscos, que os romanos provavelmente chamavam nóricos (norici), devido a sua capital Noreia, cuja localização ainda é desconhecida.
A Nórica é uma região montanhosa e de solo relativamente pobre, exceto nas regiões para o sudeste, mas revelou-se rico em ferro e fornecia material para a fabricação de armas na Panônia, Mésia e norte da Itália. O famoso aço nórico foi largamente utilizado na fabricação de armas romanas (por exemplo, Horácio, em suas Odes, i.16.9-10, cita noricus ensis, "uma espada nórica"). A partir de uma declaração de Políbio, sabemos que, em seu próprio tempo, em conseqüência da grande produção de ouro de uma mina de ouro na Nórica, o ouro perdeu um terço de seu valor. A planta chamada saliunca (o nardo selvagem ou celta, um parente da lavanda) crescia ali em abundância e era utilizada como um perfume de acordo com Plínio, o Velho.
Depois que os celtas expulsaram os ilírios, a Nórica era o posto avançado mais ao sul dos povos celtas do norte e, na fase final da Idade do Ferro, o ponto de partida de seus ataques à Itália, pois é dali que primeiro se ouvia falar de quase todos os invasores celtas. Pesquisa arqueológica, especialmente nos cemitérios de Hallstatt, mostrou que havia uma civilização vigorosa na área, séculos antes da história registrada, mas esta "civilização Hallstatt" era uma manifestação cultural anterior às invasões celtas e mais próxima dos ilírios, mais antigos. William Ridgeway apresentou uma forte defesa para a teoria de que o berço dos aqueus homéricos seria a Nórica e as regiões vizinhas.

## Domínio romano
Por um longo tempo os nóricos foram independentes, regidos por príncipes nativos e comerciando com os romanos. Em 48 a.C., eles se alinharam a Júlio César na guerra civil contra Pompeu. Em 16 a.C., depois de se juntarem aos panônios na invasão da Ístria, os nóricos foram derrotados por Públio Sílio Nerva, legado do Ilírico. Logo em seguida, a Nórica foi incorporada ao império como uma província, embora não tenha sido organizado como tal, com o chamado Reino Nórico ainda sob o controle de um procurador imperial. Sob o reinado do imperador Cláudio (41-54), o "Reino Nórico" foi finalmente incorporado ao Império Romano, aparentemente, sem oferecer resistência. Não foi até o reinado de Antonino Pio que a Legio II Pia (posteriormente Italica) foi designada para a região e seu comandante tornou-se o governador da província.

### Reforma de Diocleciano
A partir do século III, a Nórica, assim como toda a fronteira do Danúbio, passou a sofrer com as invasões dos alamanos (213), jutungos, marcomanos, naristos, vândalos, suevos e outras tribos germânicas. Por isso, Diocleciano (r. 284-305), dividiu a Nórica em Nórica Ripense (Noricum Ripense - "Nórica ao longo do rio"), a parte norte, na margem sul do Danúbio, e Nórica Mediterrânea (Noricum Mediterraneum - "Nórica cercada de terras"), a região sul, mais montanhosa. A linha divisória corria ao longo da parte central dos Alpes orientais. Cada uma delas era governada por um praeses e ambas estavam subordinadas à Diocese da Ilíria na prefeitura pretoriana da Itália. Foi nesta época que um oficial militar cristão da província foi martirizado por causa de sua fé e acabou, mais tarde, canonizado como São Floriano.
No final do século V, depois da queda do Império Romano do Ocidente, a Nórica foi atacada pelos rúgios, que devastaram impiedosamente a província até serem derrotados por Odoacro. A Nórica então passou a fazer parte do Reino Ostrogodo da Itália.
As colônias e cidades romanas principais eram Viruno (perto de Maria Saal, ao norte de Klagenfurt ), Teúrnia (perto de Spittal an der Drau), Flávia Solva (perto de Leibnitz), Celeia (Celje, na atual Eslovênia), Juvavo (Salzburgo), Ovilava (Wels), Lauríaco (Lorch, na foz do Enns, o antigo Anisus).

## Na política moderna
Em 1919, Heinrich Lammasch, o último primeiro-ministro do Áustria Imperial, propôs a dar a jovem república o nome do Norische Republik ou República Nórica, porque as fronteiras antigas eram semelhantes aos do estado nascente, que, naquela época, não queria ser considerado o herdeiro da monarquia dos Habsburgos, mas uma nova nação, independente, neutra e pacífica.

## Sés episcopais
As sés episcopais da província que aparecem no Annuario Pontificio como sés titulares são:
- Agunto (Lienz)